# INFERIORITY COMPLEX
『INFERIORITY COMPLEX』は、lynch.の通算6枚目のアルバムである。2012年6月27日にキングレコードから発売された。

## 解説
初回盤と通常盤の2形態でリリース。初回盤には「INFERIORITY COMPLEX」と「FROZEN」のMV収録DVDが付属。
またレコーディング時期に、LUNA SEAのINORANも同じ建物内のスタジオにて収録しており、ワンフレーズではあるが"EXPERIENCE"でアルペジオを弾いている。

## 収録曲

### CD（初回限定盤・通常盤）
1. MOMENT
2. THE FATAL HOUR HAS COME
3. MIRRORS – we’re not alone
4. NEW PSYCHO PARALYZE
5. ANIMA
6. THEY’RE ALL AFRAID
7. EXPERIENCE
8. FROZEN
9. INFERIORITY COMPLEX
10. A FLARE

### DVD（初回限定盤）
- INFERIORITY COMPLEX
- FROZEN